# بئر خادم
بئر خادم (به عربی: بئر خادم) یک شهرداری در الجزایر است که در استان الجزیره واقع شده‌است. بئر خادم ۷۷٬۷۴۹ نفر جمعیت دارد.